# Pulpit Friction
Pulpit Friction titulado Fricción en el pulcro en Hispanoamérica y Fricción en el púlpito en España, es el décimo octavo episodio de la vigesimocuarta temporada de la serie de animación en Estados Unidos el 28 de abril de 2013.

## Sinopsis
Después de estrellarse en el sofá del gag del sofá , los Simpson deciden a tomar un nuevo sofá, pero, antes de que Marge puede ir a la tienda, Homer ordena un nuevo sofá en línea de Brooklyn, Nueva York. El sofá nuevo, sin embargo, está infestado de chinches y pronto, Springfield es invadida por ellos. Incluso el reverendo Lovejoy no puede calmar al pueblo. Como resultado, el párroco (visto por última vez en "Wedding for Disaster") degrada Lovejoy y promueve un nuevo reverendo llamado Elías Hooper en su lugar. La ciudad comienza a apreciar a Hooper, sobre todo cuando hace algunas referencias culturales. Mientras tanto, mientras se recuperaba de su ropa, Marge descubre que su vestido de novia es en realidad faltaba y se ha conectado con uno de los trajes de Krusty. Ella enfrenta el payaso que en realidad le dice que ya no tiene el vestido. Sin embargo, Lisa se las arregla para encontrarlo rápidamente.
Hooper y Homer fianza como Hooper sugiere que Homer podría ser el nuevo diácono de la iglesia. Al principio, Homer acepta, pero Bart comienza a perder todos los tiempos del hijo del padre con él y se vuelve hacia Flanders que todavía está enojado y devastado después de que Lovejoy se fue. Ellos van a visitar a Lovejoy, que ahora trabaja como vendedor jacuzzi. Tratan de convencerlo para que regrese a la iglesia, pero Lovejoy dice que no quiere volver. Sin embargo, Bart lo logra con la ayuda de Milhouse comprando algunos insectos muertos para luego dárselos a las ranas. Las ranas empiezan a invadir la ciudad, pero Hooper se degrada cuando se demuestra que él no puede hacer otra cosa que hablar de las películas o la música. Lovejoy acepta encantado su puesto de reverendo de vuelta después de que su voz hizo que las ranas se durmiesen.

## Recepción
Robert David Sullivan de The AV Club le dio al episodio una B, diciendo "'Nada trae lo mejor de Springfield como una crisis", Marge dice temprano en el episodio de esta semana. Ella se equivoca sobre la ciudad, pero sobre todo derecho sobre Los Simpson. Los dos cosas que aún están por lo general agradables en la temporada 24 de la serie son los números musicales e historias sobre Springfield en estado de sitio. Rob Dawson de TV Igual dijo que "Es" Friction Púlpito "la primera vez que un gag del sofá ha llevado directamente a la trama de un episodio de Los Simpson? No tengo un conocimiento enciclopédico de la serie, pero sin duda se siente única ;.. Y el segmento de apertura, todos los derivados de ese sofá roto, es muy divertido Es básicamente un montaje extendido de las chinches se extienden por la ciudad " Teresa López de TV Fanatic dio el episodio tres de cinco estrellas, diciendo: "Aparte de una subtrama bastante inútil que implica el vestido de novia que falta de Marge, la entrega de esta semana fue bastante agradable, con un gran Las citas Simpsons".
- Datos: Q12252390